# Breakfast in America
Breakfast in America je šesté studiové album britské skupiny Supertramp. Album vyšlo v březnu 1979 a v žebříčku Billboard 200 se umístilo na prvním místě a v UK Albums Chart na třetím. V Billboardu se rovněž umístily tři singly z tohoto alba: „The Logical Song“ (6), „Goodbye Stranger“ (15) a „Take the Long Way Home“ (10). Album získalo cenu Grammy za nejlepší obal.

## Seznam skladeb
| Pořadí | Název                      | Délka |
| ------ | -------------------------- | ----- |
| 1.     | Gone Hollywood             | 5:20  |
| 2.     | The Logical Song           | 4:11  |
| 3.     | Goodbye Stranger           | 5:50  |
| 4.     | Breakfast in America       | 2:38  |
| 5.     | Oh Darling                 | 3:49  |
| 6.     | Take the Long Way Home     | 5:08  |
| 7.     | Lord Is It Mine            | 4:09  |
| 8.     | Just Another Nervous Wreck | 4:26  |
| 9.     | Casual Conversations       | 2:58  |
| 10.    | Child of Vision            | 7:25  |

## Obsazení
- Rick Davies – klávesy, zpěv, harmonika
- John Helliwell – saxofon, zpěv, dřevěné nástroje
- Roger Hodgson – kytara, klávesy, zpěv
- Bob Siebenberg – bicí
- Dougie Thomson – baskytara
- Slyde Hyde – pozoun, tuba